# Miguel Virasoro
Miguel Ángel Virasoro (* 9. Mai 1940 in Buenos Aires; † 23. Juli 2021 ebenda) war ein argentinischer theoretischer Physiker, der einer der Pioniere der Stringtheorie war.

## Werdegang
Virasoro studierte ab 1958 an der Universität Buenos Aires. 1962 erwarb er das Lizenziat und 1967 promovierte er dort. Im Jahr davor wurde die Universität durch das gewaltsame Vorgehen der argentinischen Polizei (Nacht der langen Knüppel, La Noche de los Bastones Largos) am 29. Juli 1966 nach dem Militärputsch von General Ongania erschüttert, bei dem viele bekannte Professoren (auch aus den Naturwissenschaften) ihr Amt verloren. Als Post-Doktorand ging er 1967/68 ans Weizmann Institute of Science in Rehovot in Israel, wo er mit Gabriele Veneziano, der kurz danach die ersten Hinweise auf die Stringtheorie fand, über die damals aktuelle Bootstrap-Theorie der S-Matrix arbeitete, und 1968 bis 1970 an die University of Wisconsin, wo damals die frühen Stringtheoretiker Bunji Sakita und Keiji Kikkawa waren. 1970/71 war er an der University of California, Berkeley. 1971 bis 1974 war er Assistenzprofessor an der Universität von Buenos Aires. 1975/76 war er am Institute for Advanced Study in Princeton. Er kehrte auch kurz nach Argentinien zurück, nach dem Militärputsch 1976 blieb er aber im Ausland, an der École normale supérieure und in Italien, wo er 1981 Professor in Lecce und 1982 in Rom wurde. 1995 bis 2002 war er Direktor des International Centre for Theoretical Physics (ICTP) in Triest, das ihm 2020 seine Dirac-Medaille verlieh. Später lehrte er an der Universität La Sapienza in Rom.
Er war Gastwissenschaftler am Niels Bohr Institut in Kopenhagen, an der Päpstlichen Universität in Rio de Janeiro, am Institut für Theoretische Physik in Kyoto und an der Hebräischen Universität.
Virasoro ist für die Virasoro-Algebren in der Stringtheorie bekannt. Mit Giorgio Parisi und Marc Mézard beschäftigte er sich mit Spin-Gläsern und entdeckte mit diesen die ultrametrische hierarchische Organisation der Zustände von Spingläsern bei tiefen Temperaturen.
In den 2000er Jahren beschäftigte er sich u. a. mit Modellen des Gehirns und ökonomischen Modellen.
Er war Mitglied der Third World Academy of Sciences und ab 1998 der American Academy of Arts and Sciences.
Er war mit Sylvia Strusberg verheiratet und hatte einen Sohn. Virasoro starb im Juli 2021 im Alter von 81 Jahren in Buenos Aires.

## Schriften
- Subsidiary conditions and ghosts in dual-resonance models. In: Physical Review D. Band 1, Nummer 10, 1970, S. 2933–2936, doi:10.1103/PhysRevD.1.2933, (Einführung der Virasoro-Algebren).
- mit R. Rammal, Gérard Toulouse: Ultrametricity for physicists. In: Reviews of Modern Physics. Band 58, Nummer 3, 1986, S. 788–765, doi:10.1103/RevModPhys.58.765.
- mit Marc Mézard, Giorgio Parisi: Spin Glass Theory and Beyond (= World Scientific Lecture Notes in Physics. Nummer 9). World Scientific, Singapore u. a. 1987, ISBN 9971-5-0115-5.
- The Little Story of an Algebra. In: Maurizio Gasperini, Jnan Maharana (Hrsg.): String Theory and Fundamental Interactions. Gabriele Veneziano and Theoretical Physics: Historical and Contemporary Perspectives (= Lecture Notes in Physics. 737). Springer, Berlin u. a. 2008, ISBN 978-3-540-74232-6, S. 137–144, doi:10.1007/978-3-540-74233-3_6.